# Gewog di Bidung
Il gewog di Bidung è uno dei quindici raggruppamenti di villaggi del distretto di Trashigang, nella regione Orientale, in Bhutan.